# 海外華人國王列表
从14世纪到18世纪，不少华人成为南洋一些国家的国王。最早研究这些历史的是梁启超，他在《中国殖民八大伟人传》一文列举八位华人国王。
将梁启超文及散见其他文献的海外华人国王列表如下：
- 元末黄森屏出海到了文莱。明朝洪武八年（1375年），黄森屏之女(或妹妹)嫁给文莱第二苏丹阿合曼。阿合曼死后，黄森屏之女继位成为文莱国王。此后文莱王位由女系继承，凡20代。 明史记载永乐年间，汶萊国王是福建人，可能说的是黄森屏 。
- 洪武三十年（1397年），旅居三佛齐的華僑一千多人擁戴廣東南海人梁道明爲三佛齊国王。
- 爪哇順塔開國國王是廣東潮州人，自稱南宋名臣陸秀夫之子，永樂九年遣使貢方物。
- 萬曆年间，舊港國王王連是廣東人；婆罗洲国王[谁？]是福建人。
- 雍正中，河仙鎮總兵（又作河僊，另又被稱為「港口國」，即今越南堅江省）。莫玖（Mok Kui，即鄚玖，越南语：Mạc Cửu）是广东雷州人，改姓鄚，為該地統治者。
- 河仙鎮總兵鄚玖传位子鄚琮（Mok tong，即鄚天賜，越南语：Mạc Thiên Tứ），前后約一百年。
- 乾隆年间暹罗国王郑昭是广东潮州人。
- 婆罗洲戴燕国王吴元盛和昆甸国王罗大均是广东嘉应人。
- 蘭芳共和國是1770年（清乾隆四十二年）到1885年之间存在于南洋婆罗洲（现印度尼西亚占据称加里曼丹岛）上的华人国家。创立者为广东嘉应人罗芳伯，后来被荷兰人消灭。
- 安班瀾是清朝人張杰諸與當地沙頓族所統治的印尼龍目島（Lombok）西岸城市安班蘭（Ampenan）。安班瀾在1882年被荷蘭佔領。柏楊編寫《中國人史綱》時，由於在獄中查找資料不便，誤傳為明朝人張杰緒在納土納群岛建立政權，實為錯誤。[1]

此外，《史记》记载，匈奴王室为夏朝末代王子淳维逃到北方的后裔；箕子朝鲜王室为商朝王室后裔。越南的《大越史記全書》記載，越南一些朝代的開國皇帝祖先來自中國，陳煚的祖先來自福建或廣西桂林，胡季犛的祖先是浙江人；沈括的《夢溪筆談》則記載，李公蘊是福建人。